# Gérald Garutti
Œuvres principales
Il faut voir comme on se parle. Manifeste pour les arts de la parole (2023)
 Haïm - à la lumière d'un violon (2015)
 Le Procès. Franz Kafka et Orson Welles (2005)
 Richard III de Shakespeare (Traduction, 2016)
 Rosencrantz et Guildenstern sont morts de Tom Stoppard (Traduction, 2017)
Gérald Garutti, né le 12 novembre 1974 à Paris, est un metteur en scène, écrivain, dramaturge et traducteur français. Il est le fondateur et directeur du Centre des arts de la parole,.
Il est l’un des seuls metteurs en scène français créant des spectacles à Londres,, notamment à la Royal Shakespeare Company et au Theatre Royal Haymarket. Il travaille en France et en Angleterre , sur des spectacles notamment récompensés par le Molière du théâtre public et le grand prix du Syndicat de la critique.
Il est dramaturge du TNP (Théâtre national populaire) de 2006 à 2011 et directeur de la compagnie Characteres depuis 2005. Dans ses spectacles il explore les mondes baroques et classiques (Shakespeare, Tirso de Molina, Molière), les œuvres révolutionnaires (Laclos, Musset, Poe, Dostoïevski), le drame moderne européen (Ibsen, Strindberg, Claudel, Brecht), les poètes de l’absolu (Mallarmé, Rilke, Pasternak, Tsvétaïeva), les écrivains contemporains (Péguy, Bernanos, Stefan Zweig, Klaus Mann), les écritures actuelles (Koltès, Michel Vinaver, Jean-Pierre Siméon, Christopher Hampton, Tom Stoppard).
Normalien, agrégé, docteur, il est maître de conférences à Sciences Po depuis 2006. Il enseigne à l'université de Cambridge à Trinity College de 2002 à 2003 et à l'université de Chicago à Paris de 2004 à 2007. Il crée et anime la Fabrique des Idées de 2008 à 2018. Il enseigne à l'École nationale supérieure des arts et techniques du théâtre (Ensatt) où il crée et dirige le département arts et humanités de 2007 à 2018.
Ses réflexions, créations et réalisations — textes, spectacles, conférences — explorent les enjeux de la parole aujourd'hui, les formes de l'héroïsme et l'incarnation des valeurs, les enjeux de la révolution et les sens de l'histoire (décadence, progrès, crise, catastrophe, apocalypse, renaissance), la quête de sens et la force des grands récits (fictions, mythologies, idéologies, utopies, sagas), les figures de l'excès (le mal, la folie, la passion), les enjeux de la transmission et les dynamiques du dépassement.

## Biographie

### Formation
Gérald Garutti est né le 12 novembre 1974 à Paris. Il a un frère, Païkan Garutti, comédien, avec lequel il conçoit et réalise certains de ses spectacles.
Il étudie en hypokhâgne et en khâgnes au lycée Louis-le-Grand. Il intègre en 1998 l’École normale supérieure de Fontenay-Saint-Cloud en lettres, classé 9e au concours d'entrée. Il obtient la même année une licence de lettres et une licence d'histoire à l'université Paris X Nanterre. Il est diplômé de Sciences Po Paris en 1999. Après une maîtrise de lettres et de cinéma, il est reçu en 2000 à l’agrégation de lettres modernes.
Il suit des cours d’art dramatique au Cours Simon et au conservatoire du XIVe arrondissement de Paris, ainsi que des masterclasses de Jean Gillibert. Il étudie le piano et l’analyse musicale au conservatoire du centre de Paris.
En 2002, il obtient un diplôme d'études approfondies (DEA) de littérature comparée ainsi qu'un DEA en arts du spectacle à l’université Paris X-Nanterre.
De 2002 à 2004, à l’université de Cambridge il enseigne comme Lecteur de français à Trinity College puis réalise un Master de philosophie sous la direction du philosophe Raymond Geuss.
Il effectue en 2011 à l’université Paris-Nanterre un doctorat en littérature comparée et philosophie ayant pour sujet : « Antonin Artaud et Bertolt Brecht : la Révolution infinie. Philosophies, mythologies et dramaturgies de la révolution ». Sa thèse reçoit les félicitations unanimes du Jury, composé du comédien Michel Bouquet, des philosophes Raymond Geuss et Frédéric Gros, des comparatistes Anne Tomiche et Camille Dumoulié (directeur de thèse).

### Théâtre

#### Premières mises en scène en Angleterre
De 1998 à 2002, il réalise des co-mises en scène à l’ENS Fontenay-Saint-Cloud.
En 2002, il part en Angleterre pour travailler avec des comédiens anglais sur le répertoire anglophone.
En 2003, il met en scène en anglais et avec douze comédiens britanniques Roberto Zucco de Bernard-Marie Koltès dans une traduction de Martin Crimp, à l’ADC theatre de Cambridge, vivier du théâtre anglais dont sont issus Kenneth Branagh, Stephen Frears, Emma Thompson, Rachel Weisz, Ian McKellen, John Cleese et les Monty Python.
En 2004 il crée à l’ADC Theatre Richard III de Shakespeare, avec une troupe de treize comédiens anglais.
En 2005, il réalise sa troisième mise en scène anglaise, le conte gothique The Fall of The House of Usher / La Chute de la Maison Usher, de Steven Berkoff d’après Edgar Poe,,,.
En 2005, il fonde avec son frère Païkan Garutti la compagnie théâtrale franco-anglaise Characteres.

#### Dramaturge du TNP
De retour en France, il est en 2005-2006 le dramaturge d'Anne Kessler à la Comédie-Française sur son spectacle Grief(s), composé de textes de Henrik Ibsen, August Strindberg et Ingmar Bergman, avec les comédiens Éric Ruf, Clotilde de Bayser, Françoise Gillard, Laurent Natrella, Céline Samie et Coraly Zahonero.
En 2006, il réalise la dramaturgie de Coriolan de Shakespeare mis en scène par Christian Schiaretti au Théâtre national populaire (TNP). Ce spectacle compte trente-quatre comédiens dont Wladimir Yordanoff, Roland Bertin et Nada Strancar.
Commence alors une collaboration de cinq années (2006-2011), durant lesquelles Gérald Garutti est le dramaturge de Christian Schiaretti sur une quinzaine de spectacles et le conseiller littéraire du TNP. Il définit alors son activité comme celle d’un « passeur de sens ».
En 2008, ils créent au TNP et au théâtre national de la Colline la version intégrale de Par-dessus bord de Michel Vinaver, avec trente comédiens. Le spectacle reçoit le grand prix du Syndicat de la critique et deux nominations aux Molières, Molière du théâtre public et Molière de l’auteur francophone.
En 2008, lors de sa reprise aux Amandiers-Nanterre dans le cadre du Festival d'Automne à Paris, Coriolan reçoit trois Molières dont le Molière du théâtre public et le Molière de la mise en scène, ainsi que le Prix Georges-Lerminier du Syndicat de la critique.
En 2009, ils créent au TNP et à l’Odéon-Théâtre de l’Europe Philoctète de Jean-Pierre Siméon d’après Sophocle. Le spectacle reçoit le Molière du comédien pour Laurent Terzieff.
En 2010, ils créent la trilogie du Siècle d’or espagnol, Don Quichotte de Miguel de Cervantes, La Célestine de Fernando de Rojas et Don Juan – L’abuseur de Séville de Tirso de Molina, tous deux présentés aux Amandiers-Nanterre.
En 2011, deux drames fin-de-siècle d'August Strindberg, Mademoiselle Julie et Créanciers, au TNP et au Théâtre National de la Colline.
Ils créent aussi les sept premières comédies de Molière : en 2007, Sganarelle ou le cocu imaginaire, L’École des Maris et Les Précieuses ridicules ; en 2008, La Jalousie du Barbouillé et Le Médecin volant ; en 2009, L’Etourdi et Le Dépit amoureux.
S’y ajoutent trois seuls en scène : Nada Strancar chante Brecht / Dessau en 2007 au TNP et au Théâtre National de la Colline; Paul Claudel interprété par Didier Sandre dans La Messe là-bas, en 2010 aux Gémeaux scène nationale de Sceaux ; et La Jeanne de Joseph Delteil en 2010 au TNP.
Il est également le dramaturge de Nada Strancar pour son spectacle La Fable du fils substitué de Luigi Pirandello en 2009 au TNP. En 2010, il réalise la dramaturgie d'Un monde en soi, création du chorégraphe Abou Lagraa présentée à la Maison de la danse.

#### Mises en espace
Entre 2006 et 2011, il adapte et met en espace plusieurs spectacles au château de Brangues.
En 2007, il crée Mal mais vite - Claudel-Barrault, avec Xavier Legrand et Philippe Morier-Genoud, repris en 2010. En 2008, avec les mêmes comédiens, il réalise Les Chasseurs d’absolu – Rimbaud Claudel Mallarmé.
En 2009, il adapte et dirige L’argent d’après Charles Péguy, avec Anne Alvaro; Un siècle de fureur avec André Marcon, Christophe Maltot, Philippe Morier-Genoud et Thierry Ravassard; ainsi que Le Dialogue des Carmélites d’après Georges Bernanos, avec notamment Christiane Cohendy et André Marcon.
En 2010, il crée Le Sens du désir, avec Claude Aufaure et Alain Rimoux d’après les entretiens de Jean-Louis Barrault et Guy Dumur.
Certaines de ces créations sont par la suite reprises en tournées. En 2010, pour le centenaire de Jean-Louis Barrault, l’Odéon-Théâtre de l’Europe programme ses mises en espace Mal mais vite et Le Sens du désir.
En 2011, il adapte et met en espace à l’Espace Pierre Cardin, dans le cadre du Printemps des Poètes, la Correspondance à trois – Pasternak, Rilke, Tsvétaïeva, qu’il crée avec Ariane Ascaride, Jean-Claude Drouot et Arnaud Décarsin. Cette forme est reprise aux Rencontres littéraires de Brangues 2011 avec Claude Aufaure et Charlotte des Georges.

#### Metteur en scène en France et en Angleterre
Après avoir travaillé sur quinze spectacles au TNP, quatre spectacles au théâtre national de la Colline, trois spectacles aux Amandiers-Nanterre et un spectacle à l’Odéon-théâtre de l’Europe, en 2011 Gérald Garutti dirige Les Liaisons dangereuses de Christopher Hampton, d’après le roman de Choderlos de Laclos, au Royal Shakespeare Theatre à Stratford-upon-Avon, pour le cinquantième anniversaire de la Royal Shakespeare Company (RSC), avec huit comédiens anglais, dont Harry Lloyd, Rachael Stirling, Clare Higgins, Georgina Rich et Una Stubbs.
À son retour en France, il quitte le TNP à l'été 2011.
En 2011-2012, il écrit et met en scène Haïm – à la lumière d’un violon,,,,. Le spectacle est interprété par quatre musiciens : classiques, la pianiste Dana Ciocarlie et les violonistes Naaman Sluchin puis Yaïr Benaïm ; et klezmer, l’accordéoniste Alexis Kune et le clarinettiste Samuel Maquin. Le rôle du conteur est successivement interprété par Xavier Gallais, Anouk Grinberg, Natacha Régnier et Mélanie Doutey. Haïm - à la lumière d'un violon est présenté en France, notamment à la Salle Gaveau, au théâtre de l’Ouest Parisien, au théâtre Montansier, à La Criée - théâtre national de Marseille. Il est également tourné en Suisse, en Belgique, à Londres au théâtre The Print Room at the Coronet, ainsi qu'à l'UNESCO. Le texte est publié aux éditions Robert Laffont en 2015.
En 2014, il dirige Harry Lloyd en le mettant en scène dans Notes From Underground / Les Carnets du sous-sol,,,, d’après le roman de Fiodor Dostoïevski qu’ils adaptent ensemble en anglais. Des avant-premières sont données à Paris dans deux lieux ouverts pour la première fois à des représentations théâtrales, le chantier des Bains Douches et l’atelier du Musée Eugène Delacroix. Notes From Underground est ensuite présenté à Londres où il inaugure The Coronet, salle du théâtre The Print Room, pour cinquante représentations,,,. Pour ce rôle, Harry Lloyd est nommé  meilleur acteur aux Off West End Awards.
En 2015, Gérald Garutti adapte et met en scène Lorenzaccio d’après Alfred de Musset ,,,,. Le spectacle comporte trente comédiens, dont Stanislas Roquette, Olivier Constant, Maximilien Seweryn, Nine de Montal, Claude-Bernard Pérot, Païkan Garutti et Élie Triffault. Il est créé à la Ferme des Jeux et tourné en France (La Criée - théâtre national de Marseille, théâtre Jean-Vilar à Suresnes, Théâtre Montansier, ).
En 2016, il traduit Richard III de Shakespeare, publié aux éditions Les Solitaires Intempestifs, et codirige avec Jean Lambert-wild et Lorenzo Malaguerra Richard III – Loyaulté me lie. Créé au Théâtre de l’Union - CDN de Limoges, le spectacle est joué à Paris à La Cartoucherie au théâtre de l’Aquarium et tourné en France, notamment en Centres dramatiques nationaux (Théâtre Nouvelle Génération à Lyon, La Manufacture à Nancy, Théâtre Dijon Bourgogne) et en scènes nationales (Le Volcan au Havre, L’Apostrophe à Cergy-Pontoise, Le Granit à Belfort, La Ferme du Buisson), en Suisse, en Belgique, en Corée et au Japon.
En 2016, il compose et met en espace Nous voulons nous mettre en danger au nom de la vérité - Zweig-Mann au Festival de la correspondance de Grignan, avec André Marcon et Élie Triffault. Ce spectacle est repris à partir de 2018  avec Païkan Garutti, Raphaël Sarlin-Joly et Yaïr Benaïm.
En 2017, il crée Petit éloge de la nuit, adapté de l’ouvrage éponyme d’Ingrid Astier publié aux éditions Gallimard, en y incluant des œuvres de Charles Baudelaire, Robert Desnos, Milan Kundera, Guy de Maupassant, Henri Michaux, Pablo Neruda et Edgar Poe. Il y dirige l’acteur Pierre Richard et la danseuse Marie-Agnès Gillot. La musique est composée par Laurent Petitgand, et l’univers visuel créé par Éric Soyer, Renaud Rubiano, Pierre-Henri Guibert, Pauline Maillet et Gérald Garutti. Créé à la Ferme des Jeux, le spectacle est présenté à Paris au théâtre du Rond-Point et tourné trois saisons en France (Théâtre de l’Union - CDN de Limoges, Le Phénix scène nationale de Valenciennes, théâtre des Célestins à Lyon), en Suisse, en Belgique et au Luxembourg. Il est repris en juin 2019 à La Scala Paris.
En 2018, Gérald Garutti est le premier metteur en scène français à créer un spectacle au Theatre Royal Haymarket de Londres avec Tartuffe de Molière présenté pour 80 représentations,. Première mise en scène en français dans le West End à Londres, premier spectacle bilingue en français et en anglais sur une scène britannique, il réunit quatorze comédiens, pour moitié anglais et pour moitié français, dont Paul Anderson (Peaky Blinders), George Blagden (Versailles), Sebastian Roché (The Man in the High Castle), Audrey Fleurot, Vincent Winterhalter, Annick Le Goff, Claude Perron et Païkan Garutti.
En 2020, il met en scène L'Histoire du Soldat de Charles Ramuz et Igor Stravinsky, avec trois comédiens, une danseuse et sept musiciens. La direction musicale est assurée par le chef d'orchestre Yaïr Benaïm à la tête de l'Open Chamber Orchestra, et la chorégraphie par Maxime Thomas, danseur de l'Opéra de Paris. Créé à Paris au Pan Piper, le spectacle est interprété par Jacques Martial, Florent Hill, Païkan Garutti et Juliette Gernez.
En 2021, Gérald Garutti dirige Mathieu Kassovitz pour sa première fois au théâtre dans La Poésie sauvera le monde de Jean-Pierre Siméon. Signant l'adaptation et la mise en scène, il crée le spectacle au Festival Notes d'Automne au Grand Théâtre du Centre des Bords de Marne avec des musiques composées et interprétées par le pianiste Pascal Amoyel.
En 2022, il met en scène l'opéra La Serva Padrona de Pergolèse avec Yaïr Benaïm à la direction musicale (Open Chamber Orchestra) et Maxime Thomas à la chorégraphie. La distribution compte Laurent Arcaro, Diane Fourès et Jacques Martial. La première a lieu à l'Église Saint-Christophe-de-Javel.
En juillet 2022, au Festival d'Avignon In, à l'invitation de France Culture il crée une nouvelle version de La Poésie sauvera le monde d'après le texte de Jean-Pierre Siméon. Il y dirige Denis Lavant, sur des musiques composées et interprétées par Pascal Amoyel. Le spectacle est diffusé sur France Culture puis en podcast.

#### Directeur artistique de Characteres
Dirigée par Gérald Garutti et Païkan Garutti, la compagnie Characteres est implantée à Paris (2005-2010), en Seine-Saint-Denis à Aubervilliers (2010-2013), en Seine-et-Marne à Vaux-le-Pénil en résidence artistique à la Ferme des Jeux (2013-2019) et à nouveau en Seine-Saint-Denis à Aubervilliers depuis 2020.
Elle crée et diffuse ses spectacles à trois échelles, régionale, nationale et internationale. Sur le plan territorial, elle anime une triple Fabrique de création, d’idées et de culture en Seine-et-Marne. Structure de création et de production locale au rayonnement européen, elle est l’une des seules compagnies françaises qui crée des spectacles à Londres, propose des créations en français et en anglais, et diffuse ses spectacles en France, en Angleterre et plus largement en Europe, avec près d’une création par an.
La compagnie revendique trois axes artistiques : porter un théâtre de texte et de langue, proposer un théâtre en prise avec le monde, promouvoir un théâtre qui traverse les frontières.

### Idées

#### Débats
Gérald Garutti fonde et anime de 2006 à 2011 « La Fabrique des Idées du TNP », où il conçoit et mène des débats publics avec des philosophes, écrivains, metteurs en scène et artistes, dont Alexandre Adler, Laure Adler, Sylviane Agacinski, Jean-Marie Apostolidès, Paul Audi, Alain Badiou, Étienne Balibar, Jean Bollack, Luc Boltanski, Pascal Bruckner, Philippe Corcuff, Blanche de Richemont, Régis Debray, Florence Delay, Camille Dumoulié, Alain Finkielkraut, Geneviève Fraisse, Jean Gillibert, Jean-Louis Hourdin, Bruno Karsenti, Nicolas Klotz, Blandine Kriegel, Eric Laurent, Annie Le Brun, Pierre Manent, Michela Marzano, Stanislas Nordey, Thomas Pavel, Martine Reid, Robin Renucci, Myriam Revault d’Allonnes, Dominique Reynié, Odile Sankara, Christian Schiaretti, Jean-Pierre Siméon, Alain-Gérard Slama, Isabelle Sommier, Laurent Terzieff, Tzvetan Todorov, Michel Vinaver, Jean-Pierre Vincent, Michel Wieviorka.
Ces débats ont notamment pour thèmes : « La fin de la démocratie ? », « Le capitalisme en révolution », « Le drame de l’amour», « La violence de l’idéal » , « En quête de héros », « Quels héros l’Histoire se choisit-elle ? », « La société du désir », « Le nouveau désordre mondial », « L’éternel retour du mythe », « Désirs et transgressions », « La guerre des sexes ». Ils se tiennent dans des théâtres (La Colline, Odéon, Amandiers), des universités (Sciences Po, université de Chicago, Nanterre, Lyon 2) et des institutions internationales (Institut Cervantes, Cité internationale - pavillon britannique).
De 2013 à 2019, il anime « La Fabrique des Idées » à la Ferme des Jeux. Il y conçoit et conduit des débats. Parmi ceux-ci, il organise le 15 mars 2014 une journée sur le thème « L'art contre la barbarie » avec la participation d'artistes et intellectuels confrontés aux dictatures, aux totalitarismes et aux génocides : l'artiste syrien Ahmad Ali, le photographe yougoslave Milomir Kovasevic, l'écrivaine Sylvie Matton, l'anthropologue Véronique Grappe-Nahoum, le metteur en scène Arthur Nauzyciel et la cinéaste Hind Meddeb.

#### Programmation
Gérald Garutti programme, anime et réalise des débats, des entretiens, des adaptations et des mises en espace pour le festival annuel « Les Rencontres littéraires de Brangues », au château de Paul Claudel, en collaboration avec Christian Schiaretti de 2007 à 2011,,,,.

#### Rencontres
Il conçoit, organise et anime de 2007 à 2016 une centaine de rencontres avec des figures du théâtre contemporain en mise en scène, en écriture, en interprétation, en arts de la scène, en création artistique et en production, lors d’entretiens publics enregistrés ou filmés à l'Ensatt - École nationale supérieure des arts et techniques du théâtre.
Sur la création, l'écriture, la mise en scène et la chorégraphie, il réalise notamment des rencontres avec Alain Françon, Daniel Jeanneteau, Macha Makaïeff, Maguy Marin, Ariane Mnouchkine, Wajdi Mouawad, Arthur Nauzyciel, Dieudonné Niangouna, Valère Novarina, Célie Pauthe, Olivier Py, Pauline Sales et Jean-François Sivadier.
Sur l'interprétation, il mène des entretiens avec les comédiens et comédiennes tels Simon Abkarian, Anne Alvaro, Charles Berling, Roland Bertin, Dominique Blanc, Valérie Dréville, Marie-Sophie Ferdane, Guillaume Gallienne, Yoshi Oïda, Michel Piccoli, Hervé Pierre, Nada Strancar, Laurent Terzieff et Dominique Valadié.
Sur les arts de la scène, il réalise des rencontres sur la scénographie, la création musicale, la création lumières et la création costumes avec des artistes tels Dominique Bruguière, Bertrand Couderc, Laurent de Wilde, Daniel Deshays, André Diot, Joël Hourbeight, Yannis Kokkos, Stéphane Leach, Laurent Petitgand, Nicky Rieti, Renaud Rubiano, Marie-Christine Soma et Éric Soyer.
Sur la politique culturelle et la production de spectacles, il dialogue entre autres avec Robert Abirached, Michel Bataillon, Marc Bélit, Brigitte Lefèvre, Olivier Meyer, Laurent Mühleisen, Jack Ralite et Paul Rondin.
Certaines de ses rencontres filmées sont diffusées sur le site théâtrecontemporain.net : Dominique Blanc, Alain Françon, Dominique Hervieu, Élisabeth Mazev, Wajdi Mouawad, Arthur Nauzyciel, Yoshi Oïda, Michel Piccoli, Jean-Pierre Siméon, Jean-François Sivadier, Jean-Pierre Vincent, Laurent Terzieff.

### Écriture
Gérald Garutti écrit des textes de réflexion (essais, articles, entretiens) et des textes de théâtre (pièces, traductions, adaptations).

#### Réflexion
Gérald Garutti publie des textes de réflexion sur la philosophie, la littérature, le théâtre, le cinéma et la politique.
Il publie un essai Il faut voir comme on se parle. Manifeste pour les arts de la parole aux éditions Actes Sud en 2023.
En philosophie il publie également des entretiens, dont un dialogue avec Alain Badiou sur le héros et la masse dans les Cahiers parisiens de l'université de Chicago.
Sur le théâtre, ses articles portent notamment sur Bertolt Brecht, Molière, William Shakespeare, Jean-Pierre Siméon, Sophocle, August Strindberg ou encore Michel Vinaver.
Sur le cinéma, il écrit sur Patrice Chéreau et Orson Welles. En 2005, il publie ainsi un essai sur Franz Kafka et Orson Welles, Le Procès. Kafka et Welles, aux éditions Bréal.
Sur la littérature, ses publications portent sur Hédi Kaddour et sur Jean-Paul Sartre.
Sur la politique, il publie des analyses sur la social-démocratie et sur le capitalisme.
Il réalise également des entretiens sur ces sujets, également publiés en revues, avec pour enjeux principaux les enjeux de la parole, la crise du sens, les valeurs de l'héroïsme, la transmission de l'histoire et l'essence de la dramaturgie.

#### Théâtre
Gérald Garutti écrit des pièces de théâtre et compose des adaptations pour la scène.
Il a écrit cinq pièces : Une comédie infernale. Petit traité de manipulation à l'usage des honnêtes gens (Presses universitaires de Grenoble, 2007), Un Siècle de fureurs (2009), Haïm - à la lumière d'un violon (Éditions Robert Laffont, 2015), Nous voulons nous mettre en danger au nom de la vérité (2016) et Anthropos (2020).
Il a également composé une dizaine d'adaptations pour la scène d'après des œuvres de poètes tels Charles Baudelaire, Robert Desnos, Stéphane Mallarmé, Henri Michaux, Charles Péguy, Arthur Rimbaud, Rainer Maria Rilke et Marina Tsvétaïeva, de dramaturges tels Georges Bernanos, Jean-Louis Barrault, Paul Claudel et Alfred de Musset, de romanciers et nouvellistes tels Ingrid Astier, Fiodor Dostoïevski, Milan Kundera, Klaus Mann, Guy de Maupassant, Pablo Neruda, Boris Pasternak, Edgar Poe et Stefan Zweig.

#### Traduction
Gérald Garutti traduit des textes de l'anglais, de l'allemand et de l'espagnol.
De l'anglais, il traduit des pièces de William Shakespeare, Tom Stoppard, David Hare et Israel Horovitz.
De Shakespeare, il traduit Richard III, publié en 2016 aux éditions Les Solitaires Intempestifs.
De Tom Stoppard, il traduit Les Rives d’Utopie en 2005. Sa traduction est saluée d'une bourse de la Maison Antoine Vitez – Centre international de la traduction théâtrale, dont le comité anglais lui propose de le rejoindre. Il en est membre de 2007 à 2012. Il traduit également Rosencrantz et Guildenstern sont morts, publié en 2017 aux Presses universitaires du Midi, collection « Nouvelles scènes ».
De David Hare, il traduit Le pouvoir de dire oui du dramaturge britannique David Hare, mise en ondes par France Culture au théâtre de la Ville en 2010.
D'Israel Horovitz, il traduit Cadeau et Homme en neige pour France Culture, pièces radiophoniques diffusées en 2012.
De l'allemand, il traduit des Songs de Bertolt Brecht en collaboration avec Jean-Pierre Siméon en 2007, publiés aux éditions de L'Arche dans la revue LEXI/Textes.
De l'espagnol, il traduit Don Juan - L'Abuseur de Séville de Tirso de Molina en collaboration avec Pauline Noblecourt, Christian Schiaretti et Sacha Todorov pour le Théâtre national populaire en 2010.

### Médias
Gérald Garutti intervient dans les médias au sein du débat d'idées et du débat public, ainsi que sur la littérature, le théâtre et les arts.

#### Tribunes
Dans Libération, Gérald Garutti défend l'héritage de Jean-Paul Sartre dans "Sartre, le retour de flammes", tribune parue le 11 octobre 2005.
En 2021, il analyse et critique les sept clichés capitaux contemporains dans "Pourquoi le débat médiatique est paralysé dans notre pays", tribune publiée le 29 avril 2021 dans Le Figaro.
En 2023, il publie dans Le 1 "Les 7 piliers de la parole" le 2 mars 2023.

#### Émission
En mars 2021, Gérald Garutti crée l'émission "Dans ma Bibliothèque". Il y présente chaque semaine sa lecture d'œuvres de référence. Le premier épisode est consacré à Frankenstein de Mary Shelley et diffusé sur YouTube le 12 mars 2021. Les épisodes suivants portent sur 1984 de George Orwell, Le Nom de la Rose d'Umberto Eco, Bonjour Tristesse de Françoise Sagan, Le Meurtre de Roger Ackroyd d'Agatha Christie, Reflets dans un œil d'or de Carson McCullers, Le Prince de Machiavel, L'Étranger d'Albert Camus, Cyrano de Bergerac d'Edmond Rostand et La Chatte de Colette.

#### Télévision
Gérald Garutti intervient à la télévision pour prendre position dans le débat public. Il réalise également des interviews à propos de ses ouvrages et spectacles.
Il prend ainsi position contre Dieudonné en soulignant le danger d'un tel spectacle sur France 2 dans l'émission Ce soir (ou jamais) ! le 11 janvier 2014, en débat avec notamment Jean-François Kahn, Agnès Tricoire, Jean Bricmont et Hector Obalk.
Lors de l'attentat contre Charlie Hebdo, alors qu'a lieu l'attentat contre l'hypercasher, le 9 janvier 2015, sur France 2 en réponse à la question « Attentats terroristes : faut-il céder à l'intimidation ? », il prône un sursaut collectif et un récit commun, lors d'un débat avec notamment Éric Dupond-Moretti, Michaël Fœssel, François Esperet et Catherine Clément dans Ce soir (ou jamais !).
Il intervient dans le débat sur le « Malaise dans la culture » sur LCP dans l'émission Ces idées qui gouvernent le monde lors du dialogue avec Eugénie Bastié, Jean-Pierre Le Goff et Marcel Amont, animé par Émile Malet et diffusé le 5 juin 2021.
En 2023, avec la publication de son livre il est l'invité de l'émission Ça vous regarde sur LCP avec Myriam Encaoua en tant que grand témoin lors du débat sur la réforme des retraites le 31 janvier 2023.
Il est l'invité d'Arte pour Le grand entretien dans l'émission 27 avec Nora Hamadi le 2 avril 2023 sur le thème « réseaux sociaux, un dangers pour la démocratie ? ». Il est à nouveau invité sur Arte le 14 juin 2023 dans 28 minutes qui lui consacre un portrait avec pour axes « Lettres, Londres et Parole » ainsi qu'un entretien avec Elisabeth Quin sur son ouvrage Il faut voir comme on se parle.
Il intervient sur LCI le 12 mai 2023 dans l'émission Tout est Pol sur le thème : « L'art de la conversation menacé ? ».

#### Radio
Gérald Garutti est régulièrement invité à la radio, notamment sur France Culture, France Info, France Inter, RFI encore Europe 1.
Il intervient notamment à la radio dans le débat d'idées. En 2023, pour la publication de son livre Il faut voir comme on se parle et le lancement du Centre des arts de la parole, il est l'invité de nombreuses radios. Sur France Culture, il réalise trois entretiens : dans Sous les radars de Nora Hamadi le 18 février 2023, dans Bienvenue au club, avec Olivia Gesbert le 27 mars 2023, "on parle de plus, on se parle de moins en moins" ; et dans Solaé avec Jean-Luc Gadreau le 30 avril 2023. Sur RFI, il est l'invité de Pascal Paradou dans De vive(s) voix le 30 janvier 2023 : "Gérald Garutti manifeste pour la parole". Sur la RTBF, il réalise un entretien avec Pascal Seys dans l'émission de philosophie La couleur des idées le 9 juin 2023 : "Au commencement était le verbe, à la fin d'étale le verbiage". Sur Radio J, il est l'invité de Lise Gutman le 28 février 2023. Sur Europe 1, il est l'invité d'Alexandre Le Mer pour son interview le 17 janvier 2023. Sur France Inter, il est invité par l'émission Carnets de campagne pour un dialogue avec Dorothée Barba le 23 janvier 2023.
Gérald Garutti crée également des œuvres théâtrales pour la radio. En théâtre, sa mise en espace Les Chasseurs d’absolu est captée et diffusée par France Culture en 2008. Pour France Culture, Gérald Garutti traduit Le pouvoir de dire oui du dramaturge britannique David Hare, mise en ondes au théâtre de la Ville en 2010. En 2011, à la demande de France Culture il adapte Lorenzaccio en version radiophonique. À l'invitation de France Culture, il collabore en 2012 à la conception d'un cycle consacré à Israel Horovitz impliquant le choix, la traduction et la diffusion de plusieurs de ses pièces radiophoniques.

### Enseignement

#### Conférences
Gérald Garutti donne des conférences, notamment sur les enjeux de la parole, la mise en scène, le héros,, les figures du pouvoir, le sens de l'Histoire et l'utopie.
Il est invité à donner des conférences à l'université de Chicago, à l'université de Stanford et à l'université de Columbia.
Il intervient également au Conservatoire national supérieur d’art dramatique, à La Manufacture Haute école de théâtre de Suisse romande et à l’université du Québec à Montréal (UQAM) ainsi qu'à l'APM (Association pour le Progrès du Management), où il est intervenu plus de 200 fois.

#### Enseignement supérieur
Gérald Garutti enseigne depuis 2006 à Sciences Po Paris en théâtre et en humanités politiques (philosophie, littérature, arts).
Il enseigne à l'université de Cambridge (2002-2004), à l'université Paris-Nanterre (2004-2007), à l'université de Chicago in Paris (2004-2007) et à l'Ensatt (2006-2018).
En 2007, il conçoit et crée le département arts et humanités à l’ENSATT (École nationale supérieure des arts et techniques du théâtre, ex-rue Blanche) dont il assure jusqu'en 2018 la direction, avec des enseignements en dramaturgie, esthétique, histoire des idées et pensée politique et des masterclasses en arts (cinéma, opéra, danse, cirque, magie nouvelle). Il est membre du conseil d’administration (2009-2017), membre du Conseil artistique et pédagogique (2007-2018) et membre du jury des concours mise en scène (2008-2012) et scénographie (2008-2015) de l’Ensatt.

### Le Centre des arts de la parole
En 2022, Gérald Garutti fonde le Centre des arts de la parole. Il est la première instance entièrement consacrée aux arts de la parole. Il a pour mission de (re)créer du lien et de rassembler la société autour d’une parole plus juste et plus humaine. Créé à Aubervilliers, il a vocation à former, transformer, rayonner, rassembler.
En janvier 2023, Gérald Garutti publie Il faut voir comme on se parle. Manifeste pour les arts de la parole aux éditions Actes Sud. Il y considère que "la parole est souvent vide de sens et pleine de violence. Elle est dégradée. On l’éprouve chaque jour, à l’école, au travail, dans la rue, dans les médias, sur internet. On confond clash et dialogue." Il y analyse ainsi notamment comment "on parle de plus en plus et on se parle de moins en moins."

## Mise en scène
- 2003 : Roberto Zucco de Bernard-Marie Koltès traduit par Martin Crimp. En anglais. ADC Theatre
- 2004 : Richard III de William Shakespeare. En anglais. ADC Theatre
- 2005 : The Fall of the House of Usher / La Chute de la Maison Usher d’Edgar Poe, adapté par Steven Berkoff. En anglais. Vingtième Théâtre
- 2006 : Une comédie infernale. Petit traité de manipulation à l’usage des honnêtes gens de Gérald Garutti. Vingtième Théâtre
- 2007 : Mal mais vite, d’après Paul Claudel et Jean-Louis Barrault, adapté par Gérald Garutti. Rencontres littéraires de Brangues, Odéon-Théâtre de l’Europe
- 2008 : Les Chasseurs d’absolu, d’après Arthur Rimbaud, Stéphane Mallarmé et Paul Claudel, adapté par Gérald Garutti. Rencontres littéraires de Brangues[61], France Culture
- 2009 : Le Dialogue des Carmélites, d’après Georges Bernanos, adapté par Gérald Garutti. Rencontres littéraires de Brangues
- 2009 : Un Siècle de fureurs, adapté par Gérald Garutti, d'après Charles Péguy, Paul Claudel et Georges Bernanos, Rencontres littéraires de Brangues, France Culture
- 2009 : L’argent d’après Charles Péguy, adapté par Gérald Garutti, Rencontres littéraires de Brangues
- 2010 : Le Sens du désir, d’après Jean-Louis Barrault et Guy Dumur, adapté par Gérald Garutti. Rencontres littéraires de Brangues, Odéon-Théâtre de l’Europe
- 2011 : Correspondance à trois, d’après Boris Pasternak, Rainer Maria Rilke et Marina Tsvétaïeva, adapté par Gérald Garutti. Printemps des Poètes, espace Cardin, Rencontres littéraires de Brangues
- 2011 : Les Liaisons Dangereuses, de Christopher Hampton d’après Choderlos de Laclos. En anglais. Royal Shakespeare Company
- 2012 : Haïm – à la lumière d’un violon, de Gérald Garutti. Salle Gaveau, théâtre de l’Ouest Parisien, Théâtre Montansier, La Criée - Théâtre National de Marseille
- 2014 : Notes From Underground / Les Carnets du sous-sol de Fiodor Dostoïevski adapté par Gérald Garutti et Harry Lloyd. En anglais. The Print Room at the Coronet
- 2015 : Lorenzaccio d’Alfred de Musset adapté par Gérald Garutti. La Criée - théâtre national de Marseille, théâtre Jean-Vilar à Suresnes, Théâtre Montansier
- 2016 : Richard III - Loyaulté Me Lie de William Shakespeare, créé avec Jean Lambert-wild et Lorenzo Malaguerra. Théâtre de l’Aquarium
- 2016 : Nous voulons nous mettre en danger au nom de la vérité. Stefan Zweig / Klaus Mann, de Gérald Garutti. Festival de la correspondance de Grignan, La Ferme des Jeux
- 2017 : Petit éloge de la nuit, d’après Ingrid Astier, Charles Baudelaire, Robert Desnos, Milan Kundera, Guy de Maupassant, Henri Michaux, Pablo Neruda et Edgar Poe, adapté par Gérald Garutti. Théâtre du Rond-Point, La Scala Paris.
- 2018 : Tartuffe de Molière adapté par Christopher Hampton, spectacle bilingue français et anglais. Theatre Royal Haymarket
- 2020 : L'Histoire du Soldat de Charles Ramuz et Igor Stravinsky, direction musicale de Yaïr Benaïm. Pan Pipper Paris
- 2021 : La Poésie sauvera le monde d'après Jean-Pierre Siméon. Grand théâtre du Centre des bords de Marne
- 2022 : La Serva Padrona de Pergolèse. Eglise Saint-Christophe-de-Javel

## Dramaturgie

### Dramaturgies au TNP
- Mises en scène de Christian Schiaretti au Théâtre national populaire
- 2006 : Coriolan de William Shakespeare, TNP et Festival d’Automne à Paris, Nanterre-Amandiers
- 2007 : La Jalousie du Barbouillé et Le Médecin volant de Molière, TNP
- 2007 : Les Précieuses Ridicules, Sganarelle ou le cocu imaginaire et L’École des Maris de Molière, TNP et Théâtre 71 - scène nationale Malakoff
- 2007 : Nada Strancar chante Brecht/Dessau de Bertolt Brecht, théâtre national de la Colline et TNP
- 2008 : Par-dessus bord de Michel Vinaver, TNP et théâtre national de la Colline
- 2009 : L’Etourdi et Le Dépit amoureux de Molière, TNP
- 2009 : Philoctète de Jean-Pierre Siméon d’après Sophocle, TNP et Odéon-Théâtre de l’Europe
- 2010 : La Messe là-bas de Paul Claudel, Les Gémeaux - scène nationale de Sceaux
- 2010 : Jeanne d’Arc de Joseph Delteil, TNP
- 2010 : Don Quichotte de Miguel de Cervantes, TNP
- 2010 : La Célestine de Fernando de Rojas adapté par Florence Delay, TNP et Nanterre-Amandiers
- 2010 : Don Juan – L’Abuseur de Séville de Tirso de Molina, TNP et Nanterre-Amandiers
- 2011 : Mademoiselle Julie d’August Strindberg, théâtre national de la Colline et TNP
- 2011 : Créanciers d’August Strindberg, théâtre national de la Colline et TNP

### Autres dramaturgies
- 2005 : Grief(s) d’après Henrik Ibsen, August Strindberg et Ingmar Bergman, mise en scène Anne Kessler, Comédie-Française
- 2009 : La Fable du fils substitué de Luigi Pirandello, mise en scène Nada Strancar, TNP
- 2010 : Un monde en soi d’Abou Lagraa, Les Gémeaux - scène nationale de Sceaux, Maison de la danse, opéra de Dijon
- 2011 : L’Opéra de quat’sous de Bertolt Brecht et Kurt Weill, mise en scène Laurent Fréchuret, théâtre de Sartrouville - Centre dramatique national de Sartrouville

## Textes de théâtre

### Pièces
- 2007 : Une comédie infernale. Petit traité de manipulation à l’usage des honnêtes gens. Presses Universitaires de Grenoble, 2007
- 2009 : Un Siècle de fureurs
- 2016 : Nous voulons nous mettre en danger au nom de la vérité
- 2020 : Anthropos

### Adaptations
- 2007 : Mal mais vite d’après Paul Claudel et Jean-Louis Barrault
- 2008 : Les Chasseurs d’absolu d’après Arthur Rimbaud, Stéphane Mallarmé et Paul Claudel
- 2009 : Le Dialogue des Carmélites d’après Georges Bernanos
- 2010 : Le Sens du désir d’après Jean-Louis Barrault et Guy Dumur
- 2011 : Correspondance à trois d’après Boris Pasternak, Rainer Maria Rilke et Marina Tsvétaïeva
- 2011 : Lorenzaccio d’après Alfred de Musset, France Culture
- 2014 : Notes From Underground / Les Carnets du sous-sol d’après Fiodor Dostoïevski, en anglais, adapté avec Harry Lloyd
- 2016 : Lorenzaccio d’après Alfred de Musset
- 2017 : Petit éloge de la nuit d’après Ingrid Astier, Charles Baudelaire, Robert Desnos, Milan Kundera, Guy de Maupassant, Henri Michaux, Pablo Neruda et Edgar Poe
- 2021 : La Poésie sauvera le monde d'après Jean-Pierre Siméon

### Traductions
- 2008 : Songs de Bertolt Brecht. Traduit de l’allemand en collaboration avec Jean-Pierre Siméon. L’Arche, LEXI/Textes n° 12
- 2009 : Les Rives d’Utopie. 1re partie : Voyage de Tom Stoppard. Traduit de l’anglais. Maison Antoine Vitez - Centre international de la Traduction Théâtre
- 2011 : Don Juan – L’Abuseur de Séville de Tirso de Molina. Traduit de l’espagnol en collaboration avec Pauline Noblecourt, Christian Schiaretti et Sacha Todorov. TNP
- 2012 : Homme en neige et Cadeau d'Israel Horovitz. Traduit de l'anglais. France Culture
- 2011 : Le pouvoir de dire oui de David Hare. Traduit de l’anglais. France Culture, Théâtre de la Ville
- 2016 : Richard III de William Shakespeare. Traduit de l'anglais. Les Solitaires Intempestifs
- 2017 : Rosencrantz et Guildenstern sont morts de Tom Stoppard. Traduit de l’anglais. Presses Universitaires du Midi, « Nouvelles scènes »

## Essais, récits, articles, entretiens

### Essais
- 2005 : Le Procès. Franz Kafka et Orson Welles, Éditions Bréal
- 2023 : Il faut voir comme on se parle. Manifeste pour les arts de la parole, Éditions Actes Sud

### Récit
- 2015 : Haïm – à la lumière d’un violon, Éditions Robert Laffont

### Articles
- « Sartre, le retour de flammes », in Libération, 11 octobre 2005, p. 27
- « Chéreau, Gabrielle : l’être d’une inconnue », in Parutions, 8 mai 2006
- « Une révolution du regard. Libre examen et surveillance chez Brecht », in Études Théâtrales, n° 36, « Surveiller. Œuvres et dispositifs », textes réunis par Georges Banu, 2006, p. 44-56
- « L’échec du New Labour », in Sens Public, 25 mai 2006
- « Molière : la guerre des ordres », in Cahiers du TNP n° 7, février 2007, p. 19-27
- « Deux âmes sinon rien », in Études sur Waltenberg d’Hédi Kaddour, Chambéry, L’Act Mem, 2007, p. 171-181
- « Sartre : Écriture et engagement. Compte-rendu du colloque à Cerisy-la-Salle », in Sens Public, 15 décembre 2007
- « Une épopée du capitalisme : Par-dessus bord de Michel Vinaver », in Sens Public, 2 juin 2008
- « Au cœur de Coriolan de Shakespeare : la démocratie en question », in Revue Silène, 9 mars 2008
- « Un héros de la solitude », in Cahiers du TNP n°9 Philoctète, avril 2009, p. 34-39
- « Mythe et variations », in Cahiers du TNP n°9 Philoctète, avril 2009, p. 12-14
- « Coriolan ou la fin de la démocratie ? Ouverture du colloque », in Cahiers parisiens / Parisian Notebooks n° 6, dir. Françoise Meltzer, University of Chicago, Paris Center, 2010, p. 255-263
- « Une soirée en enfer : Strindberg », in Programme du Théâtre National de la Colline. Mademoiselle Julie et Créanciers, avril 2011, p. 5-6
- « Un rêve de théâtre », in La Revue littéraire, n° 59, août-septembre 2015, p. 11-18
- « Au soleil noir de Richard III : lire, traduire et mettre en scène Shakespeare », in La Revue littéraire, n° 63, mai-juin-juillet 2016, p. 43-53
- « Pourquoi le débat médiatique est paralysé dans notre pays », Le Figaro, 29 avril 2021.
- « Les 7 piliers de la parole », Le 1, 2 mars 2023.

### Entretiens
- Entretien avec Patrice Chéreau : « Histoire de désirs », in Parutions, 8 mai 2006
- Entretien avec Nada Strancar : « Un ricanement métaphysique et moral », in Cahiers du TNP n°7, octobre 2007, p. 23
- Entretien avec Anne-Françoise Benhamou, Joseph Danan, Jean-Loup Rivière et Leslie Six, animé par Marion Boudier et Sylvain Diaz : « Dramaturges et dramaturgies », Agôn, Théâtre et dramaturgie, Enquêtes, Dramaturgie des arts de la scène, 15 février 2012
- Entretien avec Yves Prin : « Révolutions musicales », in Cahiers du TNP n° 8, mai 2008, p. 45
- Entretien avec Michel Vinaver : « Une épopée du capitalisme », in Sens Public, mars-avril 2009, p. 149-157
- Entretien avec Alain Badiou : « La dégénérescence du héros », in Cahiers parisiens/Parisian Notebooks n° 6, dir. Françoise Meltzer, University of Chicago, Paris Center, 2010, p. 404-431
- Entretien avec Armêl Balogog et Emile H. Malet : « En quête de lumière. Comment j’ai écrit Haïm – à la lumière d’un violon », in Passages, n° 172, 3e trimestre  2012, p. 12-21
- Entretien avec Antoine Böhm : « Crise du sens et sens du théâtre », in Fariboles, n° 5, été 2013, p. 19-30
- Entretien avec Quentin Gassiat : « Je suis un passeur d'histoires », in I/O Gazette, 21 avril 2020
- Entretien avec Quentin Gassiat : « Interpréter le monde pour le donner à voir », in QG des artistes, 28 mai 2020
- Interview with Quentin Gassiat: "Interpreting the world to make it visible", in QG des artistes, 1er juin 2020
- Entretien avec Quentin Gassiat : « Le héros face au monde », in QG des artistes, 15 mars 2021
- Interview with Quentin Gassiat: "The hero facing the world", in QG des artistes, 18 mars 2021
- Entretien avec Sylvain Bourmeau : « Le bras d'honneur, c'est la fin de la parole », in AOC, 10 mars 2023
- Entretien avec Clément Balta : « Il faut revaloriser la parole », in Le Français dans le monde, n°446, mai-juin 2023, p. 18-19
- Entretien avec Cédric Enjalbert : « Tout dialogue n'est pas forcément un débat furieux », in Philosophie Magazine, 1er juin 2023, p. 56-57